# استان جنوبی (سری‌لانکا)
استان جنوبی (දකුණු පළාත) یکی از استان‌های کشور سری‌لانکا است که در جنوب کشور واقع شده‌است. مرکز استان شهر گالی است

## خصوصیات
این استان ۵٬۴۴۴ کیلومتر مربع مساحت و جمعیت آن ۲٬۴۶۴٬۷۳۲ تن می‌باشد